# 宮崎交通線
宮崎交通線（みやざきこうつうせん）は、かつて宮崎県宮崎市の南宮崎駅から内海駅までを結んでいた、宮崎交通が運営していた鉄道路線の通称である。日南線の前身にあたる。1962年に廃止された。

## 路線データ
- 路線距離（営業キロ）：20.0 km[1]
- 軌間：1067 mm
- 駅数：12駅（廃止時点、起終点駅含む）
- 複線区間：なし（全線単線）
- 電化区間：なし（全線非電化）
- 動力：蓄電池および蒸気
- 閉塞方式：

## 歴史
当初、宮崎軽便鉄道と称し、のち宮崎鉄道となった。陸路が不便な宮崎市の外港と目され、定期航路の寄港地であった内海港への連絡鉄道として1913年（大正2年）に開業したが、内海港が堆砂しやすいなど港湾条件が悪かったことや、開業から10年後には国鉄日豊線が開通して海運からの輸送転移が生じたことから、経営難に苦しんだ。
国鉄線に接続する1067 mm軌間路線ではあったが、ナローゲージの軽便鉄道並に脆弱な低規格線路のため長く国鉄との貨車直通ができず、鉄道省に合わせての1925年の自動連結器化もできないと願い出て、鉄道省もこれを認めたほどであった。さらに大正末期からはバスとの競合が生じ、沿線の観光開発に取り組むようになったが、太平洋戦争に伴う宮崎県内の交通統合により、競合するバス会社と統合され、宮崎交通の鉄道部門となった。
1950年からは日本で唯一蓄電池動力による旅客車を蓄電池機関車と共に使用するユニークな取り組みも行われ、自社バス路線に伍して南宮崎 - 青島間のフリークエントサービスを図った。一方、末端区間の青島 - 内海間では、小型蒸気機関車が木造客車を牽引する時代離れした古典的な運行もごく遅くまで見ることができた。
1962年（昭和37年）に全線が廃止され、跡地は大半が日本国有鉄道（国鉄）日南線の建設に利用された。このとき、田吉駅（初代）、飛行場駅、江佐原駅は廃止、白浜駅、内海駅（初代）はルート変更により放棄された。
廃止に伴い、宮崎県の私鉄事業者は一旦消滅して国鉄線（→JR線）のみになったが、1989年4月28日に九州旅客鉄道（JR九州）高千穂線が第三セクター鉄道の高千穂鉄道高千穂線に転換されたため、宮崎県にJR以外の鉄道路線が27年ぶりに復活した。しかし、同線も2005年9月6日の台風14号に被災して休止し復旧せずに2008年12月28日に廃線となり、宮崎県は（普通鉄道に限れば北隣の大分県とともに）再びJR線のみになった。

### 年表
- 1911年（明治44年）
  - 4月18日 宮崎軽便鉄道に対し鉄道免許状下付（大淀-青島間 軌間762 mm）[4]
  - 9月1日 宮崎軽便鉄道が会社設立[5]
- 1913年（大正2年）10月31日 宮崎軽便鉄道が赤江（現・南宮崎） - 内海間を開業[6]
- 1915年（大正4年）
  - 3月20日 赤江駅が国鉄宮崎線（現・日豊本線）連絡駅となる。曽山寺駅開業[7]
  - 7月1日 赤江駅を大淀駅に改称[8]
- 1918年（大正7年）4月15日 白浜駅開業[9]
- 1920年（大正9年）6月26日 宮崎軽便鉄道が宮崎鉄道に社名変更[10]
- 1923年（大正12年）10月22日 青島温泉駅開業
- 1928年（昭和3年） 内燃動力併用
- 1939年（昭和14年）3月21日 青島温泉駅を子供の国駅に改称
- 1940年（昭和15年）3月　レールを従来の15kg/mから、30kg/mに交換したい旨の軌道強化を申請（輸送力増強と国鉄客貨車直通のため）。工事完了は戦後となる[11]
- 1942年（昭和17年）4月1日 大淀駅を南宮崎駅に改称
- 1943年（昭和18年）8月24日 戦時企業統合政策により宮崎鉄道・宮崎バス・都城自動車が合併、宮崎交通となる。宮崎交通に鉄道部がおかれる
- 1949年（昭和24年）1月20日 江佐原駅開業
- 1950年（昭和25年）
  - 3月 蓄電池動力併用。1940年代後期の石炭高騰に対する対策。同時期のガソリン不足対策として宮崎市内に電気バスを運行していたことから、その蓄電池管理インフラを併用してコストダウンを図った。充電設備を南宮崎駅構内に設置[12]
  - 4月 軌道強化完了により全線国鉄車両の直通を認可[11]
- 1962年（昭和37年）
  - 1月18日 土砂崩れにより前年10月から運行中止していた青島 - 内海間が休止
  - 7月1日 南宮崎 - 内海間が全線廃止

## 運行形態
1960年（昭和35年）10月1日施行のもので、運賃は1962年（昭和37年）現在。谷口 (1962) による。
南宮崎 - 内海
5往復、所要53-60分、80円
南宮崎 - 青島
13往復、所要31-33分、50円

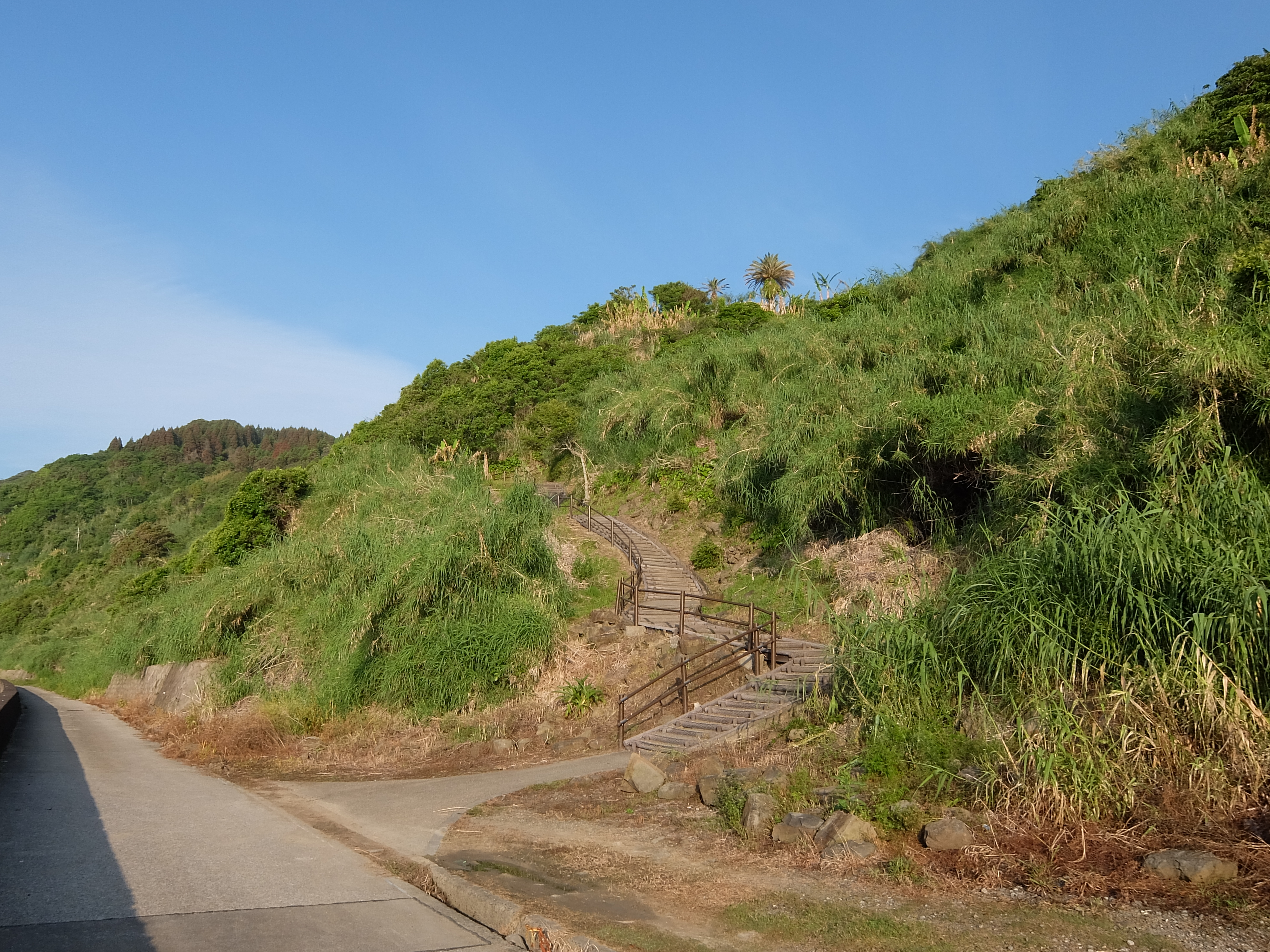
白浜駅 - 内海駅間の宮崎交通線遺構（画像左下の道路がそれにあたる）

並行するバス路線は宮崎駅前に直通し、倍以上の本数であった。

## 駅一覧
南宮崎駅 - 田吉駅 - 飛行場駅 - 南方駅 - 江佐原駅 - 木花駅 - 曽山寺駅 - 子供の国駅 - 青島駅 - 折生迫駅 - 白浜駅 - 内海駅
※廃止時点のもの。先述の通り田吉駅、内海駅は廃止されたため日南線の両駅は2代目（田吉駅は後に一旦廃止されているため現在の駅は3代目）にあたる。

## 接続路線
- 南宮崎駅：国鉄日豊本線

## 車両
※廃止時点のもの。

### 蒸気機関車
4
1925年、独オーレンシュタイン・ウント・コッペル製のB形タンク機関車。晩年は、番号4を加工して1を標記していた。廃線記念列車を牽引するとともに、廃線後は国鉄に貸し出され、レールの撤去作業にも使用された。
6
1925年、日本車輌製造製のC形タンク機関車。篠山鉄道の2号機関車を同線廃止の際に譲り受けたもの。

### 電気機関車
ED1・3
1951年帝国車輛製の27トン蓄電池式機関車。製造当初はED201・202の番号であったが、のちに改番。
横座りの単独運転台を持つ凸型車体で、前後のボンネット内には1セットあたり1トンの蓄電池箱（大量の蓄電池が直列に詰めてある）を合計8個搭載。関西私鉄の旧型電車発生品と思われるブリル式ボギー台車を履き、主電動機は42 kW×4。AMA自動空気ブレーキを装備して国鉄直通貨車との貫通制動を可能とした。電池セットは脱着式だが、ボンネットの電池台が2段組で数も多いため、メンテナンス時以外は車載したまま充電した。2両保有で、1両の充電中にもう1両を使う運用とされた。

### 蓄電池動車
電動機を動力とするため電車の一種とも言える。
チハ101-103
国鉄のキハ40000形キハ40008・40012・40013を1949年10月に譲り受けたもの。3両とも1934年日本車輌製。譲受時に大阪の広瀬車輌で蓄電池動車に改造された。機関及び変速機を撤去、蓄電池と50 kW-150 Vの電動機を台枠に取りつけ、伝導軸と車軸歯車は在来のものを使用した1軸駆動のまま。結果的にいわゆる車体装架カルダン駆動となっている。
観光客向けのサービスとして車内でのラジオ放送を行っており、受信用に屋根上全長に渡ってワイヤー1本を張り渡したアンテナを装備していた。
電池セットは1両に2個搭載。南宮崎から青島・内海への1往復運用後、南宮崎の充電庫で横スライドさせて満充電済みの電池に交換を実施していた。
電池セットは日本電池または湯浅電池製の電気自動車用鉛蓄電池（1セル2 V、24 kg）を40個直列にしたもので、蓄電池動車と機関車で同一品を共用。使用頻度の高い昼間は2 - 3時間程度の急速充電、時間余裕のある夜間は定電圧の通常充電としていた。運用現場では電池のセル単位の再生措置や、電池用の希硫酸について濃硫酸と純水で自製するなどのコストダウンに苦心していた。

### 客車
ホハ1・2
1915年日本車輌製の木造ボギー客車
フハ4・5
1913年大阪電機製の木造2軸客車。当初は6両製造されたが、廃止時点では2両のみ残存
コハ301・302
1951年帝国車輛製の半鋼製ボギー客車。ED1・3と同時に製造された。製造当初はサハ101・102の番号であったが、のちに改番
ハ11・12
1929年に松井車輌で製造された木造2軸気動車（ガソリンカー）ジハ1・2を燃料統制により客車に改造
ハ13
1928年に松井車輌で製造された2軸気動車ジハ3を燃料統制により客車に改造したもの。多摩湖鉄道（現・西武多摩湖線）ジハ101として製造されたが、1936年に武州鉄道に譲渡されキハ15となる。武州鉄道入線時に改造名義で前後に荷台を備えた新造車輌に振り替えられた。1938年に武州鉄道の廃止により宮崎交通に譲渡されジハ3となり、客車化後の1955年頃に荷台の部分まで車体を延長
ハ14（2）
1939年井上車輌製のジハ5を客車化
ハ15
1928年丸山車輌製、1933年日本車輌東京支店で新造車体に載せ替えた東野鉄道キハ2を1938年に譲り受け客車化。

### 保存車両

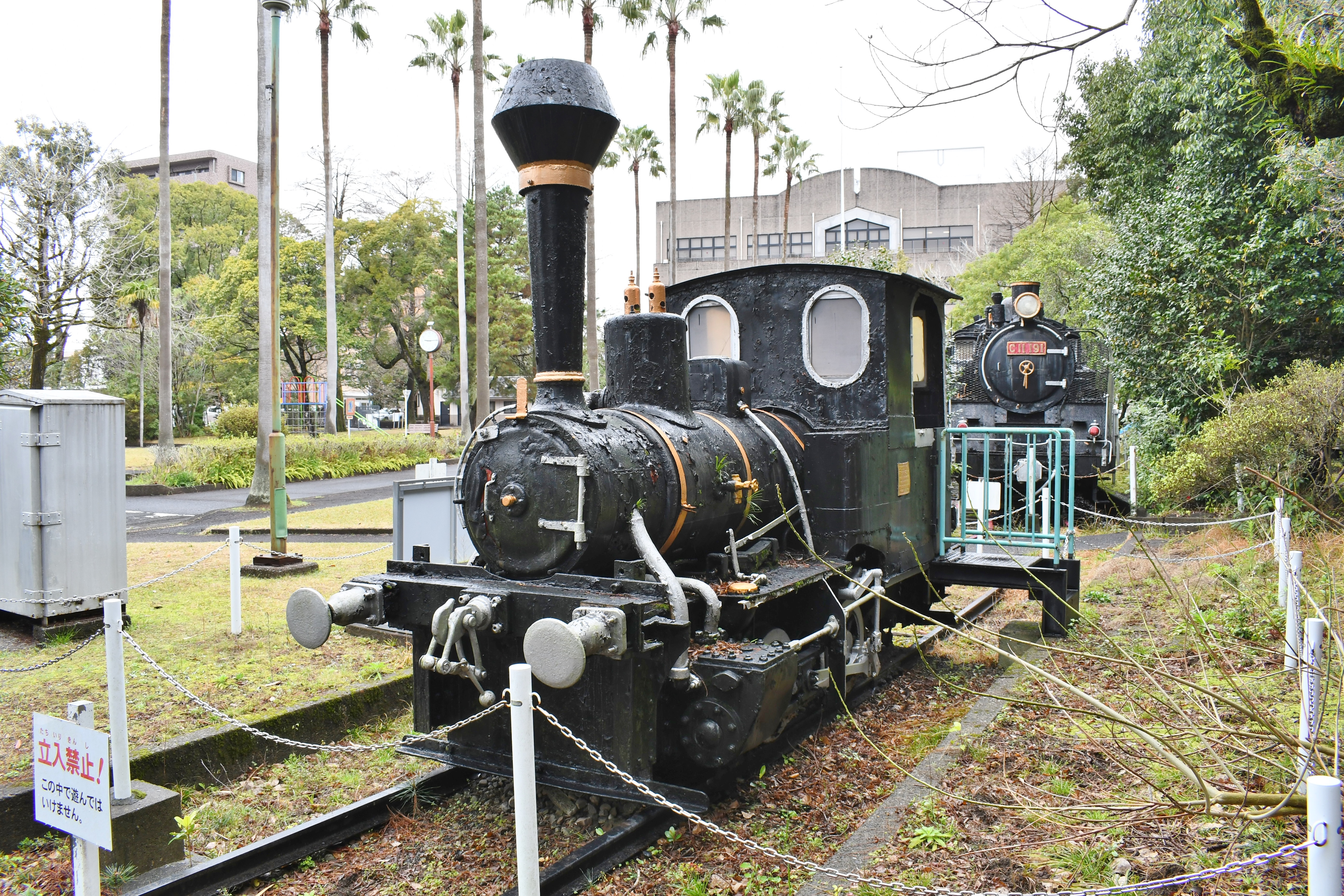
1号蒸気機関車（2024年）

1号蒸気機関車（コッペル8.6t機/1912年製）が1951年（昭和26年）の廃車後、長らく宮崎大学船塚キャンパス内に保存（放置状態）されていたが、同大移転に伴い交通公園に移設されている。定期的に塗り直されているものの、屋外で屋根もないため保存状態はきわめて劣悪である。